# 김정환 (배우)
김정환(1986년 5월 5일 ~ )은 대한민국의 배우이다.

## 학력
- 시러큐스 대학교 경제학과 (졸업)
- 동국대학교 영상대학원 연극영화학과 (졸업)

## 출연작

### 영화
- 《채비》 (2017년) - 빵집복지사 역

### 드라마
- 《우리들의 블루스》 (2022년, tvN) - 손만수 역
- 《소년심판》 (2022년, 넷플릭스) - 검사 역
- 《의사요한》 (2019년, SBS)
- 《아스달 연대기》 (2019년, tvN) - 초리곤 역
- 《라이브》 (2018년, tvN) - 조형사 역
- 《명불허전》 (2017년, tvN) - 마성태 비서 역
- 《우리 갑순이》 (2016년, SBS) - 달포 역
- 《디어 마이 프렌즈》 (2016년, tvN) - 장인봉 역
- 《상류사회》 (2015년, SBS)
- 《구암 허준》 (2013년, MBC) - 혜민서 의원 이명원 역

### 연극
- 《사랑별곡》